# Jan Hrabák
Jan Hrabák (* 14. ledna 1959) je bývalý český hokejový brankář. Po skončení aktivní kariéry působil jako trenér.

## Hokejová kariéra
V československé lize chytal za CHZ Litvínov, Duklu Trenčín a Slovan Bratislava. Odchytal 11 ligových sezón a nastoupil ve 273 ligových utkáních. Reprezentoval Československo na mistrovství světa juniorů do 20 let v roce 1977, kde tým skončil na 3. místě, na mistrovství světa juniorů do 20 let v roce 1978, kde tým skončil na 4. místě, na mistrovství světa juniorů do 20 let v roce 1979, kde tým skončil na 2. místě a na mistrovství Evropy juniorů do 18 let v roce 1977, kde tým skončil na 2. místě. Na mistrovství světa juniorů do 20 let v roce 1977 byl direktoriátem IIHF vyhlášen nejlepším brankářem mistrovství.

## Klubové statistiky
| 1976/1977 | CHZ Litvínov      | 1. liga | 10 | 3,90 | -    |
| 1977/1978 | CHZ Litvínov      | 1. liga | 5  | 5,50 | -    |
| 1978/1979 | CHZ Litvínov      | 1. liga | 30 | 2,87 | 91,4 |
| 1979/1980 | CHZ Litvínov      | 1. liga | 18 | 4,29 | -    |
| 1980/1981 | Dukla Trenčín     | 1. liga | 39 | 3,47 | 90,9 |
| 1981/1982 | Dukla Trenčín     | 1. liga | 38 | 3,40 | 89,3 |
| 1982/1983 | CHZ Litvínov      | 1. liga | 14 | 4,40 | -    |
| 1983/1984 | CHZ Litvínov      | 1. liga | 2  | 4,05 | -    |
| 1983/1984 | Slovan Bratislava | 1. liga | 20 | 3,15 | -    |
| 1984/1985 | Slovan Bratislava | 1. liga | 24 | 4,42 | -    |
| 1985/1986 | CHZ Litvínov      | 1. liga | 33 | 3,63 | 87,3 |
| 1986/1987 | CHZ Litvínov      | 1. liga | 40 | 3,77 | 87,6 |